# Reed Point (Montana)
Reed Point es un lugar designado por el censo ubicado en el condado de Stillwater en el estado estadounidense de Montana. En el Censo de 2010 tenía una población de 193 habitantes y una densidad poblacional de 134,02 personas por km².

## Geografía
Reed Point se encuentra ubicado en las coordenadas 45°42′26″N 109°32′50″O / 45.70722, -109.54722. Según la Oficina del Censo de los Estados Unidos, Reed Point tiene una superficie total de 1.44 km², de la cual 1.44 km² corresponden a tierra firme y (0%) 0 km² es agua.

## Demografía
Según el censo de 2010, había 193 personas residiendo en Reed Point. La densidad de población era de 134,02 hab./km². De los 193 habitantes, Reed Point estaba compuesto por el 91.19% blancos, el 0% eran afroamericanos, el 1.04% eran amerindios, el 0% eran asiáticos, el 0% eran isleños del Pacífico, el 0% eran de otras razas y el 7.77% pertenecían a dos o más razas. Del total de la población el 4.15% eran hispanos o latinos de cualquier raza.